# Кольник малоцветковый
Ко́льник малоцветко́вый (лат. Phyteuma globulariifolium, ранее — Phyteuma pauciflorum) — вид двудольных цветковых растений, включённый в род Кольник (Phyteuma) семейства Колокольчиковые (Campanulaceae).

## Ботаническое описание
Кольник малоцветковый — небольшое многолетнее травянистое растение с корневищем, обычно не превосходящее 12 см в высоту. Побеги прямые, голые. Листья голые или слабо опушённые по краю, расположены в небольшой прикорневой розетке, несколько листьев также имеется на стебле. Прикорневые листья до 2,5 см длиной, большей часть. ланцетовидной формы, с цельным или едва зубчатым краем.
Цветки собраны по 2—7 в шаровидное соцветие на конце побега, с прицветниками. Чашечка светло-зелёная, голая, состоит из треугольных долей. Венчик с изогнутыми лепестками, окрашен в сине-фиолетовый цвет, реже белый. Рыльце трёхдольчатое.

## Ареал
Кольник малоцветковый в естественных условиях произрастает в горах на высоте до 2900 м над уровнем моря. Распространён в Альпах и Пиренеях, обычен на Пиренейском полуострове.

## Таксономия
|  |                                      |  |                                                         |                                                         |                           |  | ещё 10 семейств (согласно Системе APG III) | ещё 10 семейств (согласно Системе APG III) |                           |  |  |  | ещё около 20 видов |
|  |                                      |  |                                                         |                                                         |                           |  | ещё 10 семейств (согласно Системе APG III) | ещё 10 семейств (согласно Системе APG III) |                           |  |  |  | ещё около 20 видов |
|  |                                      |  |                                                         | порядок Астроцветные                                    |                           |  |                                            |                                            | род Кольник               |  |  |  |                    |
|  |                                      |  |                                                         | порядок Астроцветные                                    |                           |  |                                            |                                            | род Кольник               |  |  |  |                    |
|  | отдел Цветковые, или Покрытосеменные |  |                                                         |                                                         | семейство Колокольчиковые |  |                                            |                                            | вид Кольник малоцветковый |  |  |  |                    |
|  | отдел Цветковые, или Покрытосеменные |  |                                                         |                                                         | семейство Колокольчиковые |  |                                            |                                            |                           |  |  |  |                    |
|  |                                      |  | ещё 58 порядков цветковых растений (по Системе APG III) | ещё 58 порядков цветковых растений (по Системе APG III) |                           |  |                                            | ещё более 90 родов                         | ещё более 90 родов        |  |  |  |                    |
|  |                                      |  |                                                         | ещё 58 порядков цветковых растений (по Системе APG III) |                           |  |                                            |                                            | ещё более 90 родов        |  |  |  |                    |

### Синонимы
- Phyteuma capituliforme Rochel, 1828
- Phyteuma hemisphaericum var. transsilvanicum Schur, 1866
- Phyteuma nanum Schur, 1852
- Phyteuma pauciflorum L., 1753, nom. rej.
- Phyteuma pauciflorum f. albiflorum Rich.Schulz, 1904
- Phyteuma pauciflorum f. asteranthum Rich.Schulz, 1904
- Phyteuma pauciflorum f. integrum Rich.Schulz, 1904
- Phyteuma pauciflorum f. simplex Rich.Schulz, 1904
- Phyteuma pauciflorum f. vulgare Rich.Schulz, 1904
- Phyteuma pauciflorum subsp. globulariifolium (Sternb. & Hoppe) Nyman, 1879
- Phyteuma pauciflorum subsp. pedemontanum (Rich.Schulz) P.Fourn., 1939
- Phyteuma pauciflorum var. acutifolium Rich.Schulz, 1904
- Phyteuma pauciflorum var. macrophyllum Schur, 1866
- Phyteuma pauciflorum var. nanum Schur, 1866
- Phyteuma pauciflorum var. tirolense Rich.Schulz, 1904
- Phyteuma pedemontanum Rich.Schulz, 1904
- Phyteuma pedemontanum f. humillimum Rich.Schulz, 1904
- Phyteuma pedemontanum f. intermedium Rich.Schulz, 1904
- Rapunculus pauciflorus (L.) Mill., 1768